# ジュノー賞
ジュノー賞（Juno Awards）は、1970年にカナダの音楽業界において優れた作品を創り上げたクリエイターの業績を讃えるとともに、業界全体の振興と支援を目的として作られた賞。アメリカのグラミー賞に相当する。ジュノ賞とも呼ばれる。

## 概要
前身は1964年から行なわれていたゴールドリーフ賞(Gold Leaf Awards)。RPM誌 (RPM Magazine) の読者投票により、受賞者が決まっていた。1970年に、初めてのジュノー賞授賞式がトロントで開催された。現在はカナディアン・アカデミー・オブ・レコーディング・アーツ・アンド・サイエンス(Canadian Academy of Recording Arts and Sciences)が主催者となっている。名称のジュノーはピエール・ジュノー(Pierre Juneau)から由来されている。ジュノーは、ローマ神話の女神ユノの名前でもある。 
テレビは1975年にCBCテレビジョンが初めて中継を行なったが、現在はCTVで中継を行ない、全米ではMTV2で放送される。

## 各賞のカテゴリ
- アーティスト・オブ・ザ・イヤー
- 年間最優秀アルバム賞
- 最優秀新人賞
- 最優秀新人グループ賞

ほか